# Jedward
Джон Граймс (англ. John Paul Henry Daniel Richard Grimes) и Эдвард Граймс (англ. Edward Peter Anthony Kevin Patrick Grimes) (оба родились 16 октября 1991 в Дублине, Ирландия) — ирландский поп-дуэт, выступающий под названием Jedward.
Близнецы получили известность благодаря участию в шестом сезоне английского музыкального конкурса «The X Factor» в 2009 и заняли на нём шестое место. В 2011 и 2012 годах представляли Ирландию на «Евровидении», получив соответственно 8 и 19 место.
За сравнительно небольшой период времени группу успели окрестить «парадоксом Jedward» и даже выпустить о них документальный фильм, а их участие в «Икс-Факторе» можно назвать одним из самых скандальных за всю историю этого песенного конкурса.

## Детство
Братья-близнецы Джон и Эдвард родились в Ратангане (Ирландия) в семье компьютерного техника Джона и учительницы Сюзанны и воспитывались вместе с их братом Кевином, студентом-юристом. Джон на десять минут старше Эдварда.
Первоначально Джон и Эдвард учились в Национальной школе Бриде в Ратангане. Затем они обучались в King’s Hospital School на протяжении 4 лет, а позднее близнецы поступили в Дублинский педагогический институт. Ещё в школе они принимали участие в школьных конкурсах и были вдохновлены творчеством Джастина Тимберлейка, Бритни Спирс и Backstreet Boys. Также братья были членами «Lucan Harriers Athletic Club» и принимали участие в нескольких ирландских атлетических соревнованиях. Также они работали гейм-тестёрами для игры Xbox 360 (от Microsoft) и в поддержке футбольных клубов «Ньюкасл Юнайтед» и «Селтик».

## Карьера

### Участие в «The X Factor» (2009)
В 2009 году тогда никому ещё неизвестный дуэт принял участие на прослушивании в шестом сезоне популярного музыкального конкурса «The X Factor». Во время прослушивания группа выступала под названием «John & Edward», и исполняла композицию Backstreet Boys «As long as you love me». Музыканты прошли в следующий полуфинал, однако были серьёзно раскритикованы некоторыми членами жюри. Первым выступление исполнителей прервал Саймон Коуэлл, высказав своё недовольство по поводу ужасного акцента, заметив также, что выступление «было не очень хорошим и сильно раздражало его» («not very good and incredibly annoying»). Другой член жюри, Данни Миноуг, назвала дуэт «самым рисованным из всех, что она когда-либо видела» («absolutely, the cockiest couple of singers I’ve ever come across»). Тем не менее почти все члены жюри (за исключением Коуэлла) сказали коллективу «да», давая молодым исполнителям ещё один шанс показать себя на следующей неделе.
Во время выступления в первом полуфинале (Bootcamp) вокруг выступления дуэта разгорелся очередной скандал. После выступления близнецов Коуэлл назвал их «мерзкими маленькими существами, готовых пойти по трупам, чтобы записать хит» («They’re vile little creatures who would step on their mother’s head to have a hit»). Несмотря на это, близнецы были поддержаны другими членами жюри, и им удалось войти во второй полуфинал («Judges houses»), где они были взяты под наставничество Льюиса Уэлша. На этом этапе конкурсанты исполнили «I Want It That Way» и стали финалистами конкурса. Тогда же Джон и Эдвард выбрали новое название для коллектива — «Jedward» (J (John) + Edward). Многие фанаты конкурса были недовольны решением Уэлша, и оно было подвергнуто критике со стороны прессы и пользователей популярных социальных сетей. Уэлш прокомментировал эти обвинения в газете News of the World: «Я не знаю, почему столько людей ненавидят этих симпатичных парней из Ирландии. Пока они выступают действительно плохо, и нравятся далеко не всем… и хотя они ещё „сыроваты“ и наивны, в них есть потенциал, чтобы стать достаточно известными» («I don’t know how people can hate two nice young kids from Ireland. They’ve been edited really badly and come across as the people everyone loves to hate… but they’re just raw, naïve and innocent and they have the potential to be really good»). В свою очередь, Коуэлл заявил, что «молится, чтобы Jedward не выиграли конкурс» («I’m praying Jedward won’t win the X Factor»), в противном случае Саймон пообещал покинуть страну. Также Саймон заметил, что Jedward действительно могут стать популярными, если их хорошо разрекламируют.

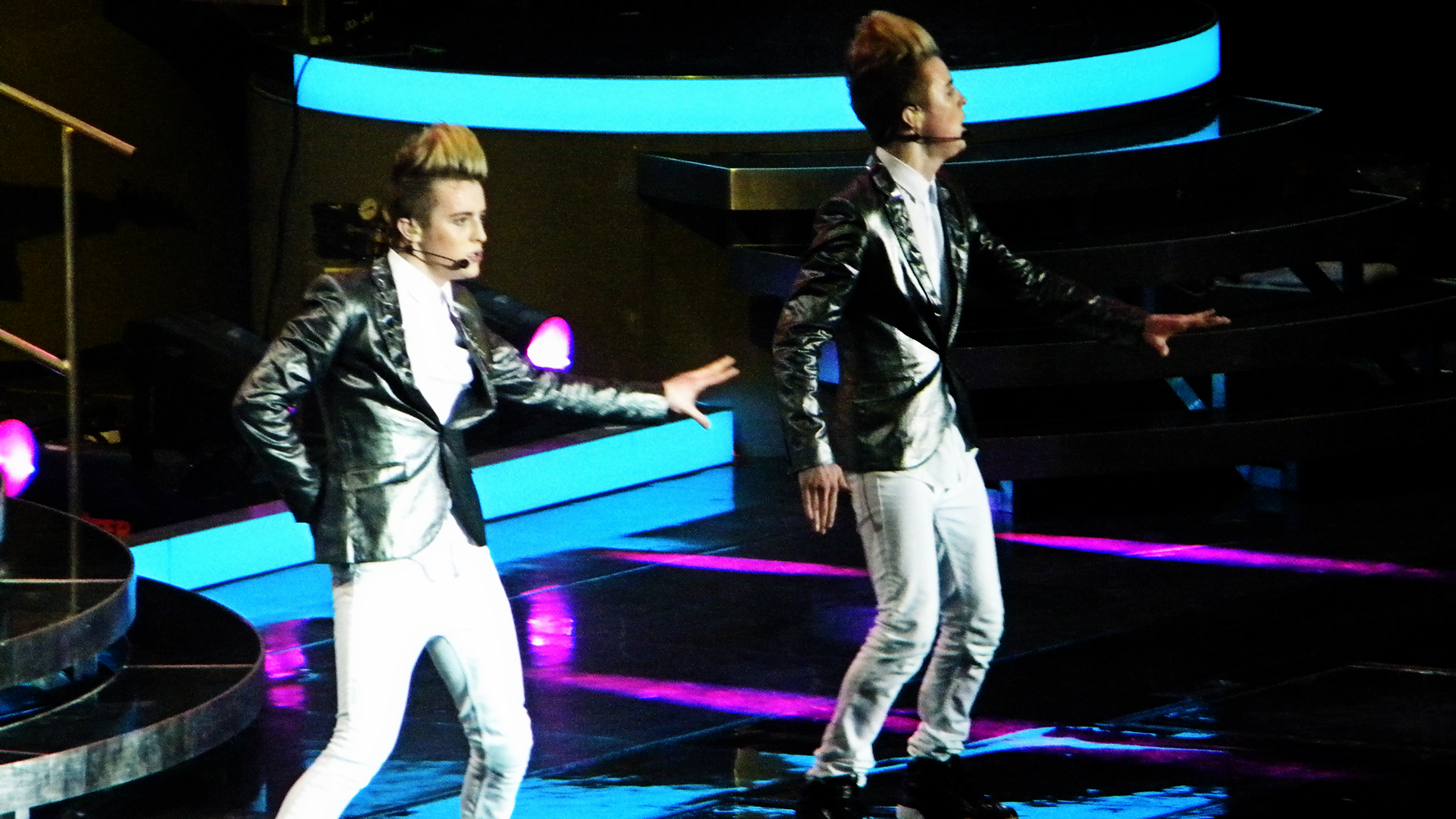
Выступление на «X-Factor» (первый отчётный концерт)

На первом отчётном концерте, проходившем 10 октября 2009, братья исполнили песню Робби Уильямса «Rock DJ». Коуэлл в очередной раз дал негативную оценку выступлению, назвав его «музыкальным кошмаром». Также Саймон заметил: «Всё-таки правда, что Льюис выбрал вас только потому, что вы ирландцы» («The truth is… is that Louis has put you through because you’re Irish.»), тем самым сделав акцент на ирландском происхождении наставника дуэта.
Во время третьей отчётной недели Джон и Эдвард исполнили «She Bangs» Рики Мартина. На этот раз, в ответ на неодобрительные реплики со стороны жюри и зрителей, присутствовавших во время выступления, Льюис Уэлш сказал: «Освистывайте сколько хотите. Мне не нравятся издевательства» («Boo all you bloody want. I don’t like bullying»). Джон и Эдвард были также раскритикованы за «непристойные танцы» во время выступления, которые впору показывать «женской аудитории перед окнами их домов» («in front of female fans at a window of the house»), однако позднее эти претензии были опровергнуты пресс-секретарём «Икс-Фактора».
8 ноября, после исполнения «Ghostbusters», дуэт впервые оказался в «опасной зоне» (два участника, набравшие наименьшее число зрительской поддержки), вместе с Люси Джонс, которая, по решению жюри, покинула конкурс. Позднее братья сказали, что чувствуют себя виноватыми за уход Люси.
На следующей конкурсной неделе конкурсанты исполнили песню группы Queen «Under Pressure» и «Ice Ice Baby» группы Vanilla Ice. Эти выступления получили положительные оценки со стороны жюри; даже от их жёсткого критика Коуэлла, назвавшего эти выступления лучшими из всего их конкурсного материала. Однако в прессе Jedward были вновь раскритикованы за то, что бэк-вокалисты явно заглушали их, чтобы скрыть отсутствие музыкального таланта у исполнителей. Руководство шоу опровергло эти заявления.
21 ноября, во время очередного этапа конкурса, Jedward вновь оказались в «опасной зоне» вместе с Олли Мёрсом. По итогам голосования жюри братья Граймз покинули проект.
Ниже приведена подробная информация об участии дуэта в «The X Factor»
| Неделя           | Выбранная песня                   | Тема (если есть)               | Результат                |
| ---------------- | --------------------------------- | ------------------------------ | ------------------------ |
| Прослушивание    | «As Long as You Love Me»          | Свободный выбор                | Прошли на следующий этап |
| «Bootcamp»       | «Apologize»                       | Свободный выбор                | Прошли на следующий этап |
| «Judges' houses» | «I Want It That Way»              | Свободный выбор                | Прошли в финал           |
| Первая неделя    | «Rock DJ»                         | «Герои в музыке»               | Автоматически оставлены  |
| Вторая неделя    | «Oops!… I Did It Again»           | «Поп-дивы»                     | Прошли на следующий этап |
| Третья неделя    | «She Bangs»                       | «Биг-бэнды»                    | Прошли на следующий этап |
| Четвёртая неделя | «We Will Rock You»                | «Рок-музыка»                   | Прошли на следующий этап |
| Пятая неделя     | «Ghostbusters»                    | «Песни из кинофильмов»         | «Опасная зона»           |
| «Опасная зона»   | «Rock DJ»                         | Свободный выбор                | Оставлены в проекте      |
| Шестая неделя    | «Under Pressure» / «Ice Ice Baby» | «Песни Queen»                  | Прошли на следующий этап |
| Седьмая неделя   | «I’m Your Man» / «Wham Rap!»      | «Песни Wham! и Джорджа Майкла» | «Опасная зона»           |
| «Опасная зона»   | «No Matter What»                  | Свободный выбор                | Выбыли                   |

### После «Икс-Фактора»
После прекращения участия в проекте за группой окончательно закрепилось название «Jedward». Продюсером бывших конкурсантов стал их бывший наставник Льюис Уэлш. Под его руководством ими был записан дебютный сингл «You Are Not Alone», ставший впоследствии платиновым в Ирландии и Великобритании. С февраля по апрель группа приняла участие в гастрольном туре «The X Factor Live Tour», на котором они приняли участие как финалисты песенного конкурса.

#### Синглы «Under Pressure» и «All the Small Things» (2010)
Второй сингл группы «Under Pressure» был выпущен 1 февраля 2010 и был номинирован на премию «Britain’s 2010 National Television Awards». Также сингл занял второе место в «UK Singles Chart» и первое место в «Irish Singles Chart». 26 июля того же года был выпущен третий сингл, «All the Small Things» (заглавная песня — кавер-версия композиции группы Blink 182).

#### «Planet Jedward» (2010—2011)
Подписав контракт на £ 90,000 с лейблом «Sony Music» в январе 2010, в июле музыканты выпускают дебютный альбом — Planet Jedward. Пластинка заняла первое место в «Irish Albums Chart», семнадцатое место в «UK Albums Chart» и стала платиновой в Северной Ирландии.

#### Jedward: Let Loose
В августе 2010 на телеканале «ITV2» вышел трёхсерийный документальный фильм о группе Jedward — Jedward: Let Loose.

### Участие в «Евровидении-2011» и 2012

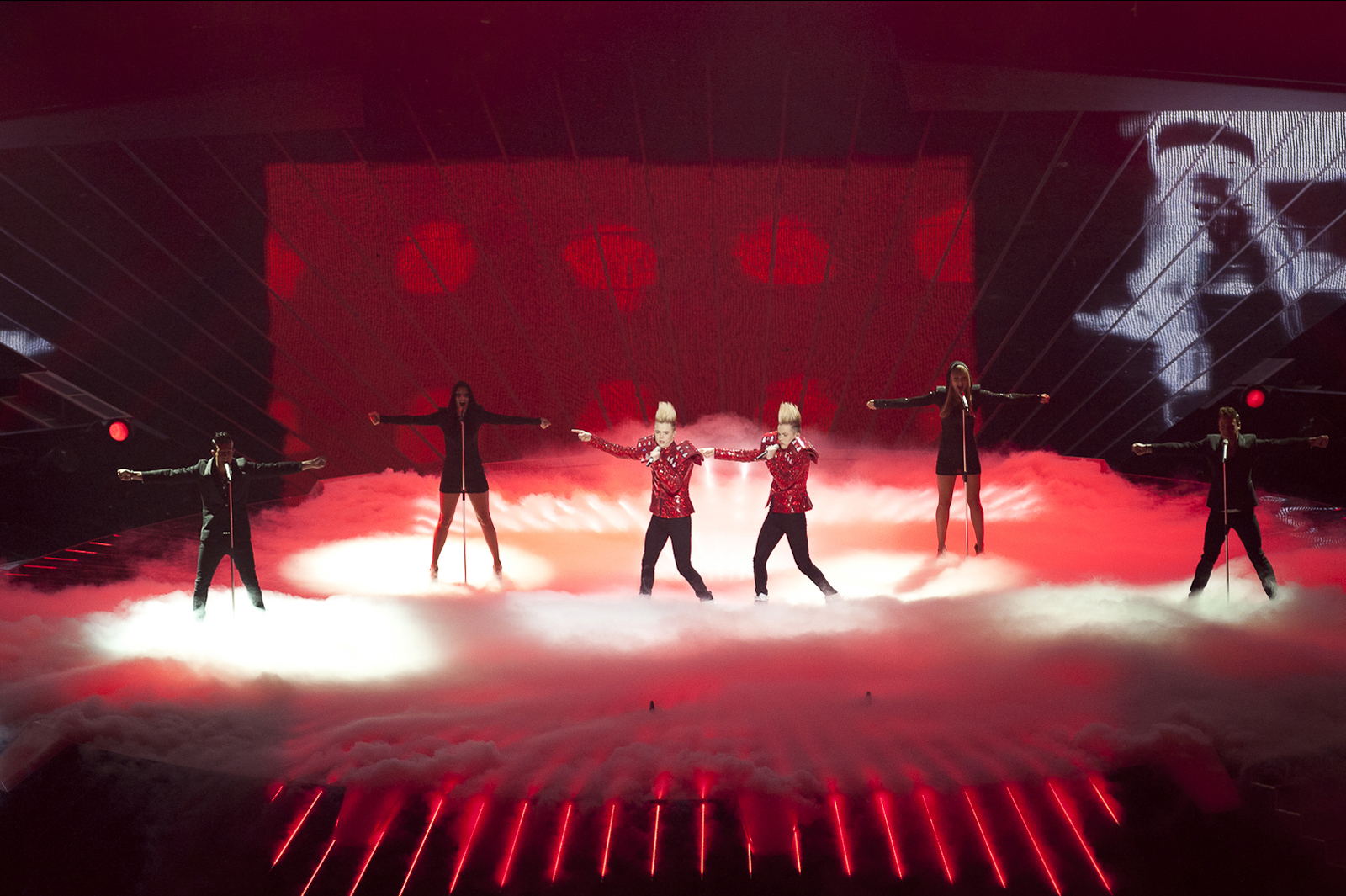
Jedward в финале конкурса песни «Евровидение-2011»

11 февраля 2011 группа (с 98 баллами) победила на национальном ирландском отборе на «Евровидение-2011» с песней «Lipstick» («Губная помада»). На национальном отборе дуэту пришлось соревноваться с четырьмя популярными ирландскими исполнителями, среди которых была и Нив Кавана, победительница «Евровидения-1993» и участница «Евровидения-2010». По итогам голосования телезрители отдали группе 36 баллов (максимальное количество), а жюри — 62 (максимально — 72). И хотя песня Каваны «Falling» была оценена национальным жюри выше, чем «Lipstick», по общему количеству баллов близнецы опережали певицу на 2 очка. Европейский релиз песни произошёл 12 февраля 2011 года. В национальном ирландском чарте композиция заняла вторую позицию.
Композиция была исполнена во втором полуфинале конкурса (12 мая 2011). По итогам зрительского голосования, дуэту удалось пройти в финал конкурса, заняв на нём восьмое место (с 68 баллами). В финале их выступление также прошло успешно, и, набрав 119 баллов, Джон и Эдвард Граймc снова разместились на восьмой позиции — уже в финальном зачёте.
В 2012 году дуэт уже во второй раз принял участие на конкурсном отборе. Для этого близнецам предстояло принять участие в «The Late Late Show Eurosong 2012», вместе с другими 4 участниками. Песня «Waterline» оказалась не менее популярной, и братья во второй раз представили страну на международном музыкальном фестивале. Во второй раз братья выступили в финале конкурса менее удачно. Джон и Эдвард Граймc набрали всего 46 баллов и заняли только лишь 19-е место.

### Дальнейшая карьера

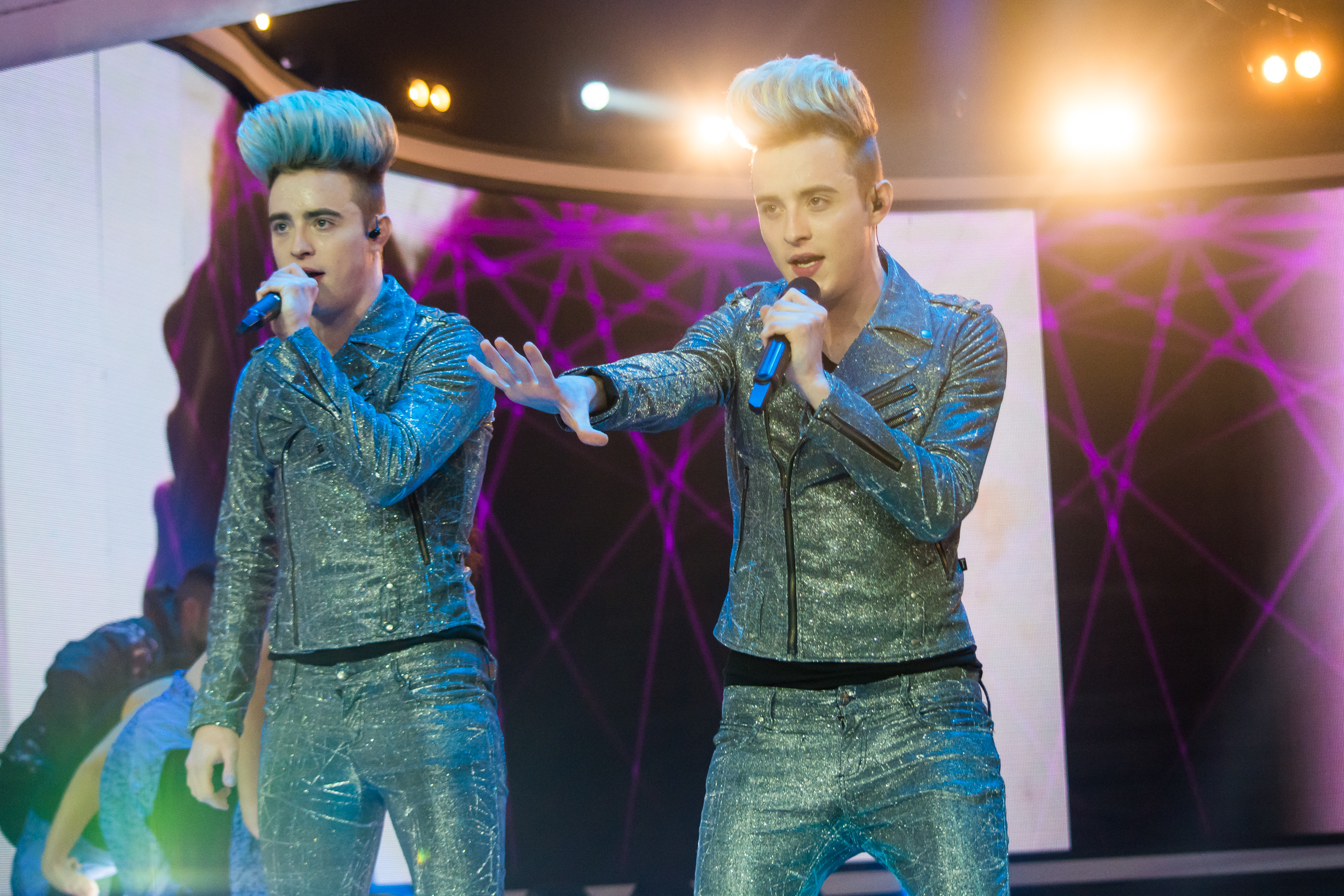
Гостевое выступление на «Детском Евровидении» в 2016 году

Популярность участников дуэта настолько возросла, что 23 мая 2011 братья получили возможность выступить перед 60 000-й аудиторией в колледже «Green» (Дублин), во время посещения города президентом США Бараком Обамой.
5 августа 2011 года в Ирландии вышел второй альбом братьев, Victory. В Великобритании презентация альбома прошла 15 августа. В его поддержку был устроен специальный гастрольный тур «Bad Behaviour Tour». 31 июля начался второй тур — «The Carnival Tour».
С 18 августа братья участвовали в шоу «Celebrity Big Brother 2011», где заняли 3-е место.
В сентябре этого же года близнецы отправились в тур, в рамках которого посетили Швецию и крупнейшие города Германии. В январе 2012 года состоялся тур «Victory», включавший посещение Германии, Австрии, Швеции, Эстонии, Финляндии.
18 июня 2012 года группа Jedward через twitter попросила Love Radio, чтобы на радио поставили их новый трек «Young Love». Тогда в эфире Love Radio сказали: «Если к 19:00 под этой новостью мы наберём 10 000 комментариев, тогда эта песня появится в эфире». Как ни странно, к 19:00 эта новость набрала 10 000 комментариев, и песня появилась на Love Radio.
В 2015 году дуэт снялся в эпизодической роли туристов в телефильме «Акулий торнадо 3».

## Оценка творчества, критика

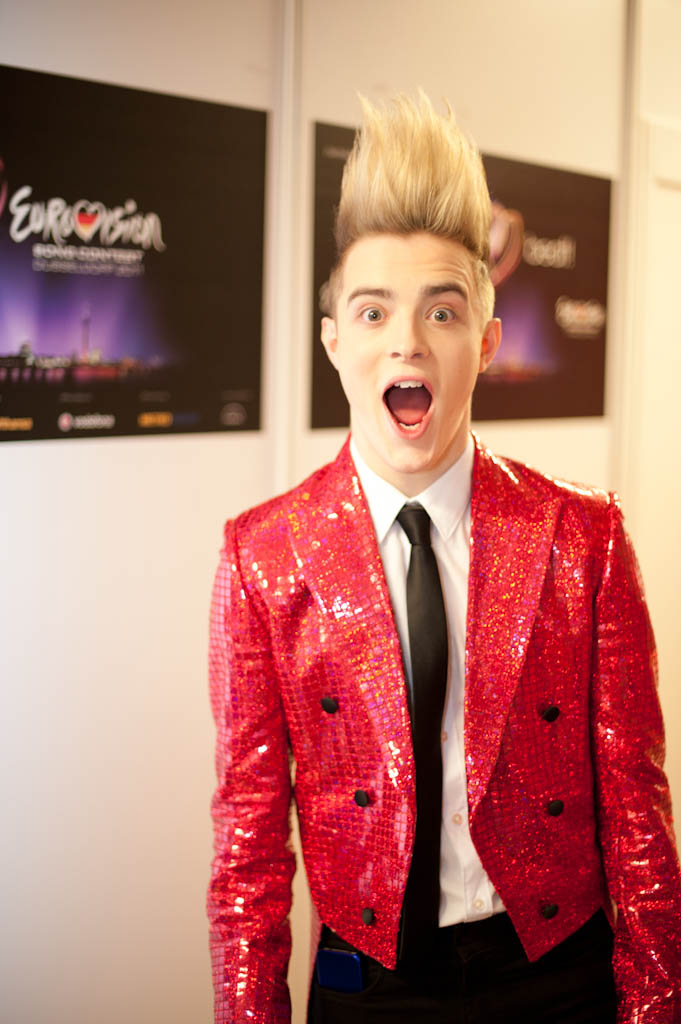
Джон Граймс

Творчество группы получило самые различные оценки как со стороны СМИ, так и со стороны музыкальных критиков, пользователей социальных сетей и т. д.
Многие знаменитости также прокомментировали выступления «Jedward». Положительные отзывы группа получила от Кельвина Харриса, Энди Маррея, Пичз Гелдоф, Пикси Лотт, Робби Уильямса, а также от ирландской поп-группы «Westlife». Премьер-министр Ирландии Брайан Коуэн также поддержал исполнителей, в то время как известная певица Леона Льюис выразила беспокойство по поводу поведения исполнителей на сцене.
Другие же открыто критиковали группу, в первую очередь, за отсутствие исполнительского таланта. Так, солист группы «Beady Eye» Лиам Галлахер в открытую заявил о неприязни к братьям:

Вы их что, не наказываете? Я знаю, какими раздражающими могут быть чёртовы братья, но к этим никто и близко не приблизился. Твою мать, что происходит с британской музыкой?
Оригинальный текст (англ.)How do you not smack them? I know all about annoying fucking brothers, but nobody comes close to them. What the fuck is happening to British music?
— Лиам Галлахер
Музыканты группы «Queen» — гитарист Брайан Мэй и барабанщик Роджер Тейлор также выразили свои мнения о Jedward. 6 ноября 2009 Тейлор в эфире «BBC News» отметил, что «Они не самые хорошие певцы. Но я знаю, что их обожают восьмилетние дети… Это представление, что в этом плохого?» («They’re not good singers. But you know… eight-year olds love them… you know there’s nothing wrong with that — it’s entertainment»). Другой участник Queen, Брайан Мэй, во время шестой недели участия близнецов на конкурсе «X-Factor» сказал им: «В вас действительно что-то есть» («You really do have something»). Позднее он заметил, что «Люди могут их любить или ненавидеть, но в любом случае это хорошо для них» («People love them or hate them, that’s always a good sign»).
На различных интернет-ресурсах «Jedward» стали достаточно известны, как с хорошей, так и с негативной стороны. В популярной социальной сети «Facebook» некоторое время существовало сообщество «John and Edward out», подвергавшее резкой критике участие музыкантов в проекте «The X Factor» (позднее группа была закрыта администрацией сайта).

## Влияние на современную культуру

### Политика
Ведущие британские политические партии, лейбористы и консерваторы, выпустили агитационные плакаты, пародируя близнецов. Бывший премьер-министр Великобритании Гордон Браун в ноябре 2009 подверг творчество Jedward критике, но затем отметил, что изменил своё мнение о них. Тогда продюсер группы заявил, что «У Гордона Брауна и Саймона Коуэлла как есть нечто общее: они не знают, чего хочет общественность» («So Gordon Brown and Simon Cowell both have something in common: neither of them know what the public want.»). Премьер-министр Дэвид Кэмерон признался, что с удовольствием смотрел X-Factor, и что Jedward были его любимыми исполнителями на проекте. Кэмерон также показал журналистам свои футболки с изображёнными на них лицами участников дуэта.

### Влияние на молодёжную культуру
По результатам опроса The Irish Independent среди подростков, большинство опрошенных считают дуэт более популярным, чем The Beatles.
Определённую популярность среди фанатов группы получила причёска Джона и Эдварда под названием cockie blondie, некоторые из них даже пытаются повторить или изобразить её на себе. Также, во время объявления результатов голосования Ирландии на Евровидении, глашатай Дерек Муней надел себе на голову бумажный «парик» Jedward, а глашатай от Швеции, Дэнни, объявляя 12 баллов коллективу, приставил ладонь к голове, тем самым также имитируя причёску исполнителей.
В 2017 году компанией Vici был заимствован образ дуэта Jedward для создания вирусного рекламного ролика крабовых палочек под названием «Все любят крабов».

## Дискография

### Альбомы
- Planet Jedward[англ.] (2010)
- Victory (2011)
- Young Love (2012)
- Voice of a reabel (2019)

### Синглы
- Under Pressure (2010)
- All The Small Things (2010)
- Lipstick (для участия на Евровидении 2011 в Дюссельдорфе) (2011)
- Bad Behaviour (2011)
- Wow Oh Wow (2011)
- Waterline (для участия на Евровидении 2012 в Баку) (2012)
- Put The Green Cape On[англ.] (благотворительный гимн Ирландии на Чемпионате по футболу, Евро-2012) (2012)
- Young Love (2012)
- Luminous (2012)
- Miss America (2011)
- How Did You Know (2012)
- Free Spirit (2014)
- Ferocious (2015)
- Oh Hell No (OST Sharknado 3: Oh Hell No!)
- Good Vibes (2016)
- The Hope Song (2016)
- Hologram (2016)
- Perfect Wonderland (2018)
- Karma (2018)
- Golden Years (2018)